# 国立博物館
独立行政法人国立博物館（どくりつぎょうせいほうじんこくりつはくぶつかん）は、かつて存在した文化庁所管の独立行政法人。
2001年4月に発足し、東京国立博物館、京都国立博物館、奈良国立博物館、九州国立博物館を運営していたが、2007年4月に、独立行政法人文化財研究所と統合し、独立行政法人国立文化財機構になった。なお、2006年4月には、役職員の地位が公務員型から非公務員型に移行した。
国立が冠されている博物館は他にも、国立科学博物館（独立行政法人国立科学博物館運営）や国立民族学博物館・国立歴史民俗博物館（大学共同利用機関法人人間文化研究機構運営）、東京国立近代美術館・京都国立近代美術館・国立国際美術館（独立行政法人国立美術館運営）、国立近現代建築資料館（文化庁所管）などがあるが、それぞれ別組織が運営している。国立博物館と国立科学博物館は、今後統合される可能性もとりざたされている。

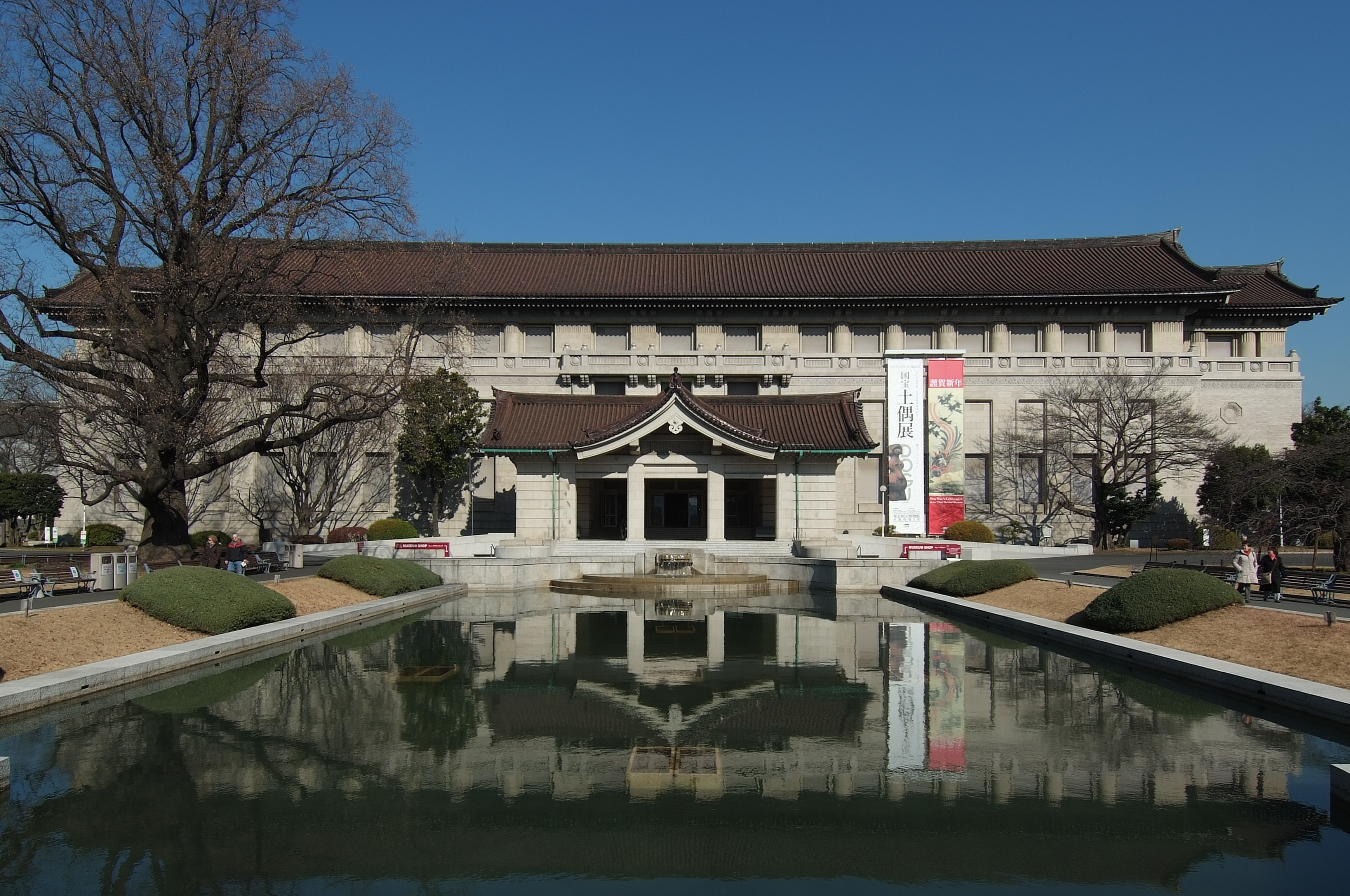
東京国立博物館
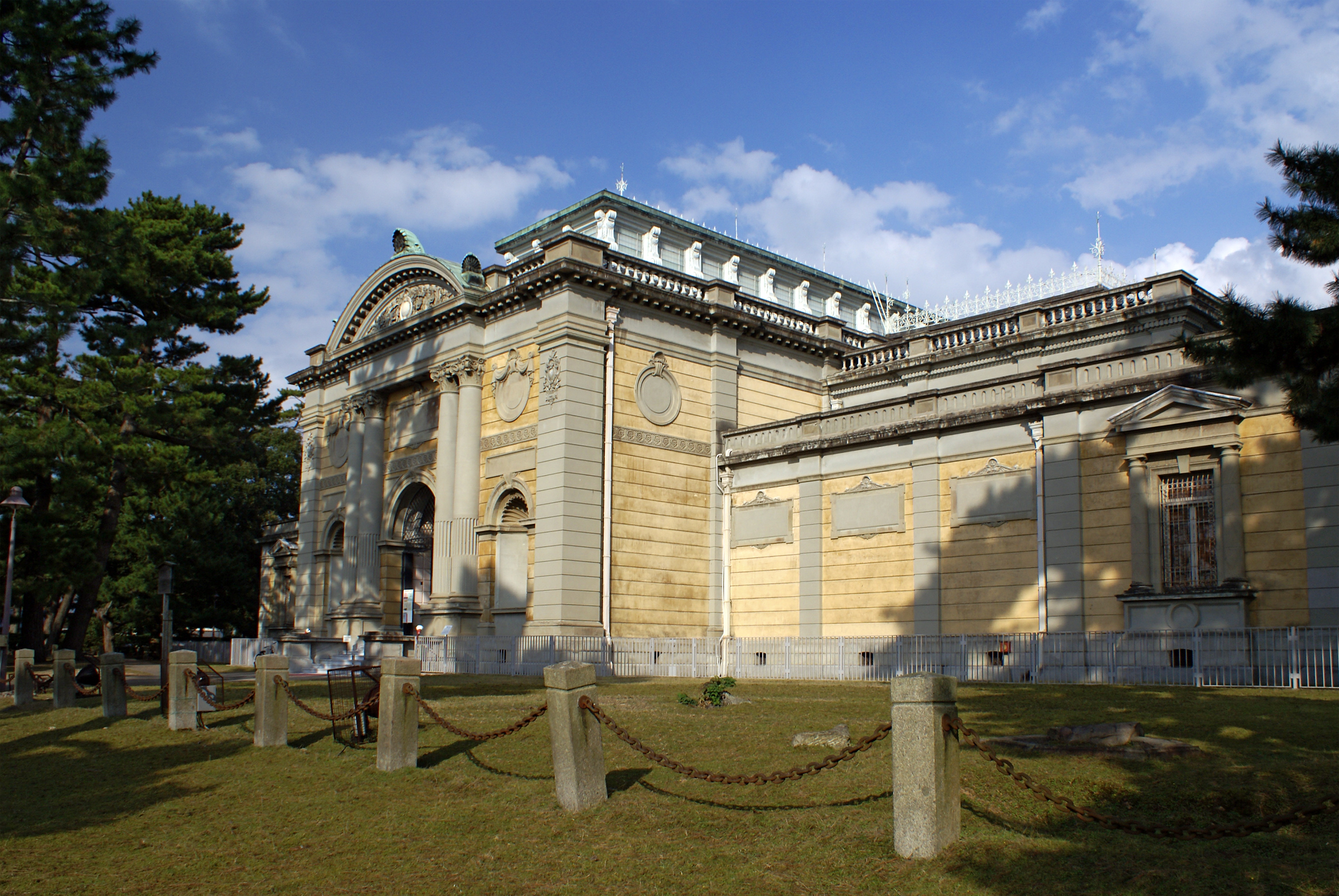
奈良国立博物館
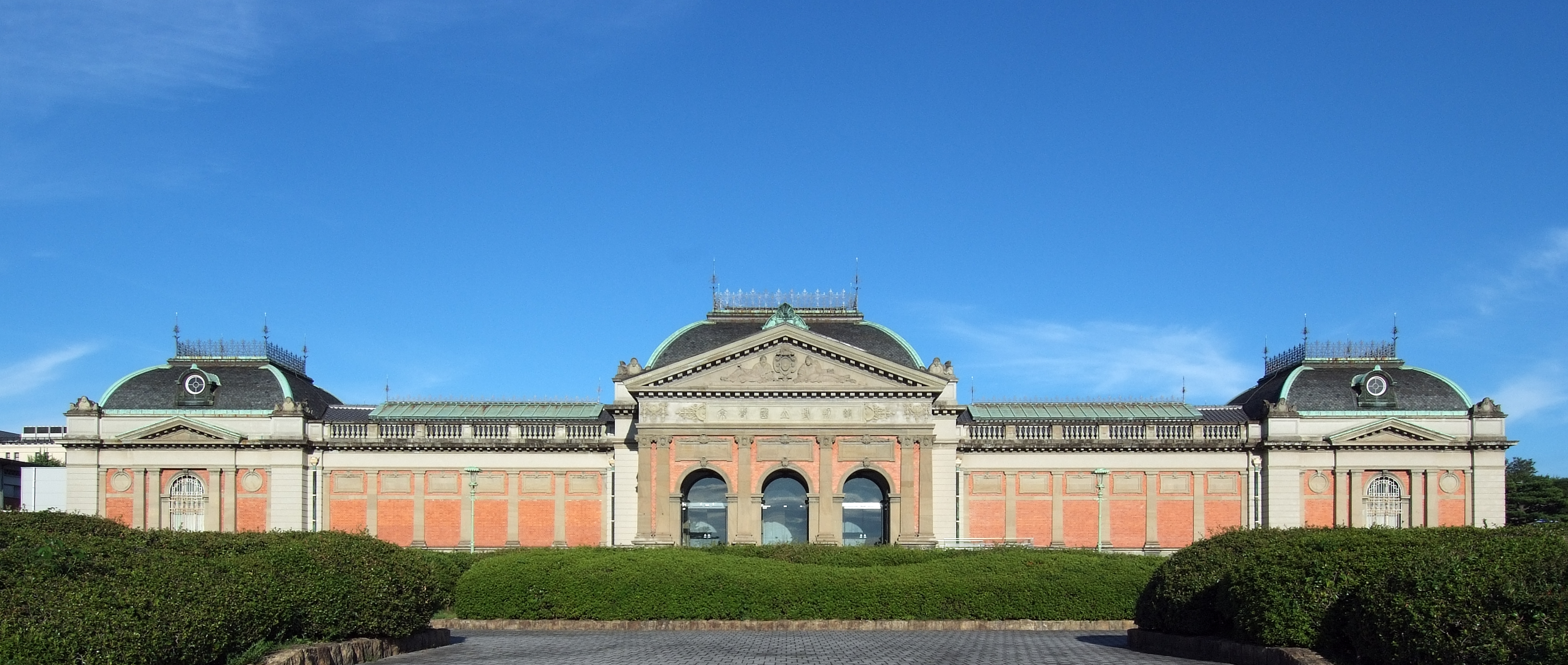
京都国立博物館
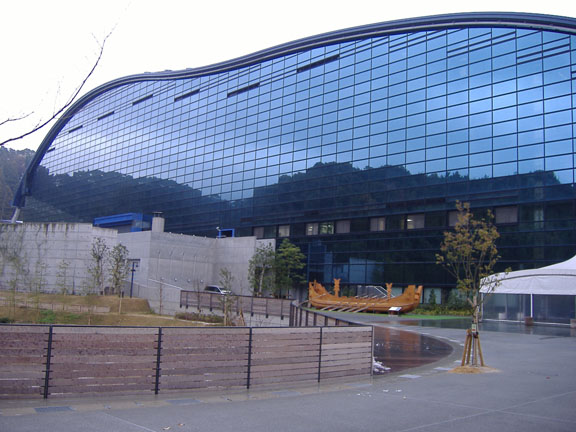
九州国立博物館